# Erik Quistgaard
Erik Quistgaard (* 3. Juni 1921 in Kopenhagen; † 11. Februar 2013 in Valbonne, Frankreich) war dänischer Ingenieur und von 1980 bis 1984 Generaldirektor der Europäischen Weltraumorganisation ESA.

## Leben
Im Jahr 1945 schloss Erik Quistgaard an Dänemarks Technischer Universität ein Studium in Maschinenbau mit einem Master of Science (M.Sc.) ab. Am Anfang seiner Karriere in den Jahren 1948–1951 arbeitete Quistgaard in den Vereinigten Staaten als Ingenieur für Chrysler und bei Volvo in Schweden, wo er unterschiedliche Funktionen in den Jahren 1956–1972 im Produktionsmanagement innehatte. Vor der ESA in den Jahren 1972–1979 war er Direktor der dänischen Werft Odense Staalskibsværft.
Als Generaldirektor der ESA war er verantwortlich für die frühen Phasen der Ariane-Raketenentwicklung wie auch die des Spacelab als eine der ersten Beteiligungen an der bemannten Raumfahrtwissenschaft. In diese Zeit fiel auch der Jungfernflug mit dem ersten ESA-Astronauten im All.
1984 erhielt Quistgaard als Europäer die Distinguished Public Service Medal der NASA.
Quistgaard war auch Mitbegründer des luxemburgischen Unternehmens und Satellitenbetreibers der Astra-Satelliten der SES S.A.

## Auszeichnungen
- NASA Distinguished Public Service Medal
- Offizier der Ehrenlegion[2]